# Scaevatula pellisserpentis
Scaevatula pellisserpentis es una especie de molusco gasterópodo marino de la familia Clavatulidae en el orden de los Neogastropoda.

## Distribución geográfica
Es endémica de Santo Tomé y Príncipe.